# Polyschides nedallisoni
Polyschides nedallisoni är en blötdjursart som beskrevs av Emerson 1978. Polyschides nedallisoni ingår i släktet Polyschides och familjen Gadilidae. Inga underarter finns listade i Catalogue of Life.